# Will Cummings
Will Cummings, né le 7 octobre 1992, à Jacksonville en Floride, est un joueur américain de basket-ball. Il évolue au poste de meneur.

## Biographie
En juillet 2021, Cummings rejoint pour une saison les Metropolitans 92, club français de première division.
Sa première saison dans le championnat de France est une réussite : en mai 2022, il est élu meilleur joueur du championnat (MVP).

## Palmarès
- MVP du Championnat de France de basket-ball 2021-2022
- Membre du meilleur cinq majeur de l'EuroCoupe 2021-2022[3]
- MVP du championnat d'Allemagne 2019[1]
- Vainqueur de l'EuroCoupe 2017-2018 avec Darüşşafaka[1]
- Meilleur marqueur du championnat de Grèce 2017
- All-NBA D-League Second Team 2016
- NBA D-League All-Rookie Team 2016[1]
- NBA D-League All-Star 2016
- First-team All-AAC 2015